# Marcus Ehning
Marcus Ehning, född 19 april 1974 i Südlohn i Nordrhein-Westfalen i Tyskland, är en framgångsrik ryttare i banhoppning på internationell och olympisk nivå. Ehning vann lag-guldet i OS i Sydney 2000 och innehar även tre VM-guld. 2010 blev han även världsmästare med det tyska laget efter Världscupen i Lexington, Kentucky 2010. År 2010 har han även blivit nominerad till "Årets Atlet" av tyska sportgalan NRW-Sportlerwahl där vinnarna meddelas den 10 december under galan i Duisburg

## Biografi
Marcus Ehning föddes 19 april 1974 i Südlohn i Nordrhein-Westfalen i västra Tyskland. Hans mamma, Hilde Ehning, var lärare och pappan, Richard Ehning var slaktare och köttförsäljare i sitt eget företag där även Hilde så småningom började jobba efter att hon fått barn. Marcus har även fyra syskon, systrarna Kerstin född 1973, Karina född 1979 och Cornelia född 1981 samt brodern Johannes född 1982. 
Marcus började rida som sjuåring då han tog ridlektioner tillsammans med sin syster Kerstin, på en lokal ridklubb i Borken. Marcus far införskaffade så småningom en egen ponny till barnen som de alla lärde sig rida på. Ponnyn "Narmit" var Ehnings första tävlingshäst, och han började tävla redan vid åtta års ålder. När Marcus år 1990, vid sexton års ålder bytte till stor häst köptes hästen Lord som ökade Marcus självförtroende. Marcus nästa häst "Metaxa" red han några tävlingar men hon var under tiden till salu och när hon nästan var såld tände Marcus ett ljus varje kväll för hästen, vilket fick Marcus far Richard att häva köpet. 
Första internationella succén fick Marcus i Nederländerna 1988 med en ponny vid namn "Starlight". Marcus vann guld i junior-EM 1990 och 1991 med Starlight. Han vann sedan tyska mästerskapen år 1991 med ponnyn "Bright Ruby". När Marcus började tävla stora hästar införskaffades hästarna Orchidee, Talan och Opium och med dessa tre vann han Tyska Mästerskapen 4 gånger på de fem år han tävlade som junior. Julen 1998 köptes hannoveranaren "For Pleasure" som skulle kickstarta Ehnings karriär inom banhoppning. For Pleasure hade tävlats framgångsrikt med den tyska ryttaren Lars Nieberg.
Under tiden som Marcus tävlade pluggade han även på universitetet där han skaffade sig en examen i internationell handel och försäljning. På hemmaplan startade Marcus ett företag tillsammans med sin bror Johannes, Stall Ehning där han tränar sina och andras hästar, bland annat lovande unghästar. Marcus tränar upp till 10 hästar dagligen. 
1999 tog Marcus guld med tyska laget i EM i Hickstead och slutade på en femte plats individuellt. 2000 kom dock den största succén för Ehning då han tävlade tillsammans med det tyska landslaget i OS i Sydney. Han slutade på en fjärde plats individuellt men tog guldmedaljen tillsammans med laget. Detta år kom han även på andra plats i Tyska Mästerskapen. 
Sedan OS år 2000 har Macus Ehning tagit flera guld- och silvermedaljer i EM och VM tillsammans med det tyska laget och individuellt. På fritiden spelar Marcus helst fotboll och basket med sin bror. Marcus är även gift med Nadia Zuelow, trefaldig världsmästare i voltige, som han dottern Yula Ekatharina tillsammans med. 

## Meriter

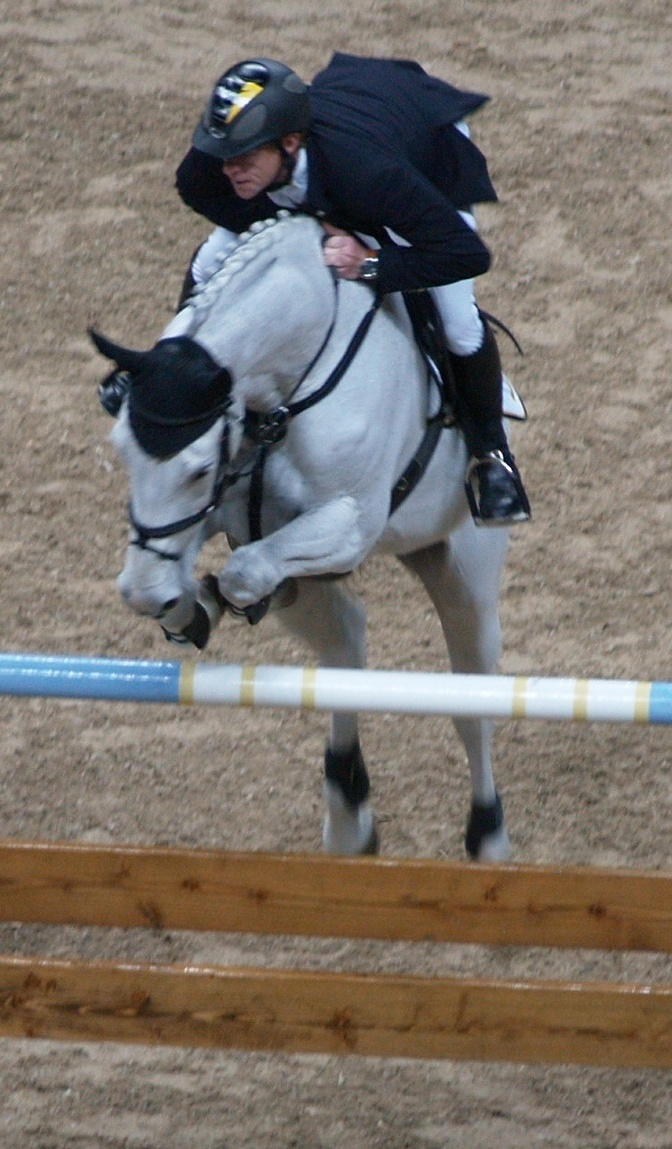
Marcus Ehning på Gitania under Världscupfinalen i Las Vegas 2007.

### Medaljer

#### Guld
- Tyska mästerskapen 1990 (junior individuellt)
- Tyska mästerskapen 1991 (junior individuellt)
- Tyska mästerskapen 2002 i Mannheim (individuellt)
- Tyska mästerskapen 2004 i Stuttgart (individuellt)
- EM 1999 i Hickstead (lag)
- EM 2003 i Donaueschingen (lag)
- EM 2005 i San Patrignano (lag)
- Världscupen 2003 i Los Angeles (lag)
- Världscupen 2010 i Lexington, Kentucky (lag)
- OS 2000 i Sydney (lag)

#### Silver
- Tyska mästerskapen 2000 i Balve (individuellt)
- Tyska mästerskapen 2006 i Münster (individuellt)
- EM 2007 i Mannheim (lag)

#### Brons
- Tyska mästerskapen 2009 i Stuttgart (individuellt)
- EM 2003 i Donaueschingen (individuellt)
- EM 2009 i Windsor (lag)
- VM 2006 i Aachen (lag)

### Övriga meriter
- Har vunnit "Silberne Lorberblatt, det främsta sportpriset i Tyskland.
- Vann Tyska juniormästerskapen två år på rad 1990-1991, samt 4 segrar i junior på en femårsperiod.
- Låg rankad trea på världsrankingen 2002
- Låg rankad som tvåa på världsrankingen 2009
- Rankad fyra på världsrankingen 2010
- Tog guld både i lag och individuellt i Euroclassics 2009
- Innehar hela 33 guldmedaljer i Grand Prix-nivå och 7 guld samt 2 silver i Nations Cup.

Har vunnit 3 världscupfinaler,
2003,2006 2010.
Har startat i 20 st. Världscupfinaler

## Topphästar
- Gitania (född 1975) vitskimmel Hannoveranare e:Gotthard
- For Pleasure (född 1986) fuxfärgad Hannoveranare e:Furioso II
- Anka (född 1991) fuxfärgad Oldenburgare e:Argentinus
- Sandro Boy (född 1993) brun Oldenburgare e:Sandro
- Noltes Küchengirl (född 1997) brun Bayerskt varmblod e:Lord Z
- Plot Blue (född 1997) brunt Holländskt varmblod e:Mr Blue